# Clarksville (Michigan)
Clarksville è un villaggio degli Stati Uniti d'America, situato nello Stato del Michigan, nella contea di Ionia.